# Ponte Internacional do Guadiana
A Ponte Internacional do Guadiana é uma ponte construída em 1991 por um consórcio luso-espanhol sobre o Rio Guadiana, e que permite a ligação entre Portugal (Castro Marim) e Espanha (Ayamonte) em quatro vias. A ideia da construção de uma ponte na região vem de uma convenção assinada em abril de 1970, com um projeto elaborado em 1985 pela firma do engenheiro José Luís Câncio Martins.
É uma ponte de tirantes múltiplos, com um vão total de 666 metros, subdividido em cinco vãos parciais sendo o central de 324 metros o que faz deste o quarto maior de Portugal, após os da Ponte Vasco da Gama, Ponte da Lezíria e Ponte 25 de Abril.
Para além de se encontrar suspenso pelos tirantes, o tabuleiro encontra-se apoiado nos encontros, nos pilares P1 e P4 e nas torres P2 e P3, estas últimas com cerca de 100 m de altura e configuração em “Y” invertido. As pernas de cada uma destas torres fundam-se em maciços que se apoiam em 13 estacas de 2 m de diâmetro, encontrando-se esses maciços ligados entre si por uma viga de betão armado pré-esforçado.
Os tirantes encontram-se ancorados nas torres e nos banzos em consola da laje superior do tabuleiro, distribuindo-se de igual modo entre os lados de montante e jusante. Em cada torre estão ancorados 64 tirantes, distribuindo-se em igual número para suspensão do tramo central e para suspensão do tramo lateral. Os ciclistas estão autorizados a passar que para o lado de espanha que para o lado de Portugal pela ponte pois não existe alternativa. 